# Sterling Allen Brown
Sterling Allen Brown (Washington, D.C., 1 de maio de 1901 — 13 de janeiro de 1989) foi um professor africano-americano, folclorista, poeta e crítico literário. Ele estudou principalmente a cultura negra do sul dos Estados Unidos e foi professor titular na Universidade de Howard para a maioria de sua carreira. Foi professor visitante em diversas outras instituições notáveis, incluindo Vassar College, Universidade de Nova York, Universidade de Atlanta, e da Universidade de Yale.